# Деонтология
Деонтологията (от гръцки: деонтос = дължимото, необходимото и логос = учение, наука) е наука за дълга и отговорността на човека за неговото поведение. В професионално отношение, деонтологията е наука за професионалния дълг. При всяка професия съществуват различни правила за начина, по който тя трябва да се упражнява. Деонтологията се разкрива в твърдението „Постъпи правилно“. Според нея моралният дълг на човека трябва да му подсказва кое е правилно.
Деонтологията се развива от немския философ Имануел Кант (1724-1804).

## Етика и деонтология
Деонтологичната етика се фокусира върху моралните принципи, а не върху моралността на резултатите от взетото решение. Този подход се нарича също неконсекуенциалистичен, защото етиката трябва да се ръководи от дълга, не от последствията.
Не бива да се слага знак на равенство между етиката и деонтологията на определена професия. Ако в етиката се третират законите, правилниците и инструкциите, които определят правата и задълженията на професионалистите като граждани на определено общество (държавата), то в деонтологията се включват онези морални ценности и норми, които са не само специфични за професията, но и стоят над приетите закони в обществото.

## Приложение на деонтологията във връзките с обществеността
Да се използва деонтологичният подход в етиката на връзките с обществеността означава решенията да се вземат въз основа на това кое е правилно и кое не, а не кой има най-голяма полза от взетото решение. Това описва характерната безпристрастност и универсалната природа на деонтологията. Тя позволява комуникаторът да обмисли посланията от гледна точка на различните публики и да осмисли техните ценности и морални принципи. Този начин на вземане на решения позволява организацията да поддържа баланса между своите интереси и интересите на важните за нея публики.
Друг полезен аспект на използването на деонтологичния подход във връзките с обществеността е, че той отговаря на променящите се тенденции и проблеми, като използва теорията на отворените системи. Тази философия позволява организациите да отговарят на промените в околната среда, без да се съобразяват кое е днешното мнозинство и колко голяма е дадената публика.

## Мисли, характеризиращи деонтолгията
- „За да съществуваш, важното е преди всичко да поемеш своя дълг.“

– Антоан дьо Сент Екзюпери
- „Да бъдеш верен на дълга си в нещастие е нещо велико.“

– Демокрит